# Lars Tidemansson
Lars Tidemansson (Hjortösläkten), var en svensk häradshövding och slottsloven.

## Biografi
Lars Tidemansson var son till väpnaren Tideman Larsson i Hjorteds socken. Han 7 mars 1524 uppräknad bland de frälsemän i Östergötland som lämnade hjälp i manskap och pengar för tåget till Gotland. Lars Tidemansson satt 14 augusti 1525 i konungens nämnd i Linköping och var 22 augusti 1525 häradshövding i Kinda härad. Från 1526 till 1530, 1534, 1535 och 1537 tillhörde han det rusttjänstskyldiga frälset i Östergötland. Lars Tidemansson var 24 augusti 1529 häradshövding i Hanekinds härad och satt 9 juli 1533 i konungens nämnd i Söderköping och benämns då som väpnare. Han fick ny fullmakt på Hanekinds härad 6 oktober 1536 och innehade även Kinda härad från 15 januari 1537. Lars Tidemansson var åtminstone häradshövding fram till 11 juni 1547 och blev utnämnd 12 augusti 1555 av kung Erik XIV till slottsloven på Stegeborgs slott. Sista gången Lars Tidemansson nämns är den 5 oktober 1558.

### Egendom
Lars Tidemansson ägde gården Forssa i Vists socken.

### Familj
Lars Tidemansson gifte sig första gången med Ingeborg Bengtsdotter, dotter till Bengt Jönsson Slatte och Marina Gregersdotter. De fick tillsammans barnen Catharina Larsdotter (död efter 1580) som var gift med Nils Joensson Bröms och Christian Johansson och Christer Larsson (Ulfsparre).
Lars Tidemansson gifte sig andra gången före 1539 med Christina Persdotter, dotter till Peder Carlsson. Christina Persdotter var änka efter Jöns Andersson i Gladhem, Östra Stenby socken. Lars Tidemansson och Christina Persdotter fick tillsammans barnen häradshövdingen Måns Larsson, Ingeborg Larsdotter och var gift med Greger Bengtsson Slatte och häradshövdingen Ivar Larsson i Tjusts härad.